# Búsqueda y destrucción

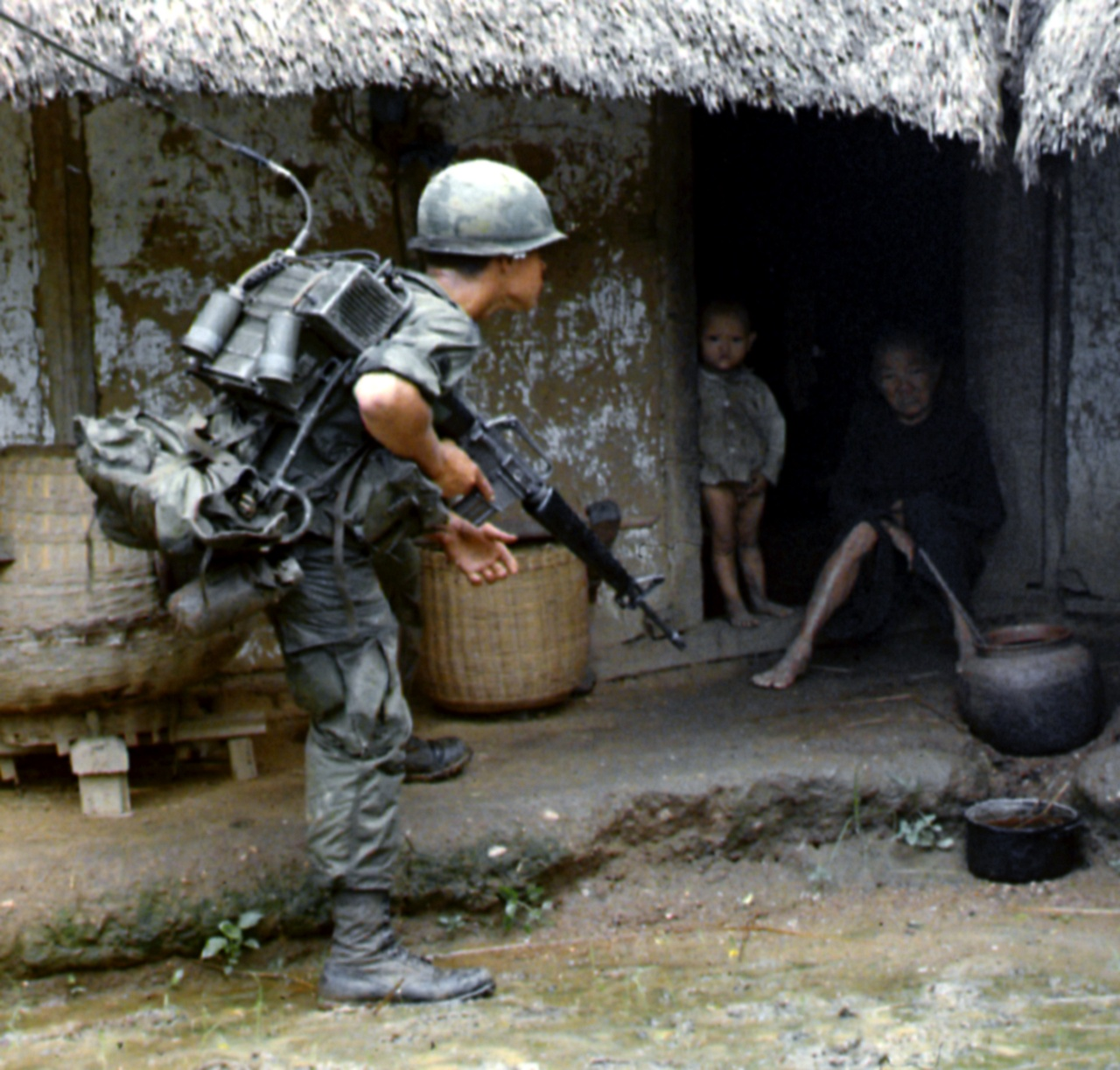
Soldados estadounidenses registran hogares vietnamitas en busca de guerrilleros del Viet Cong.

Búsqueda y destrucción (abreviado también como S&D por las siglas en inglés de Search and Destroy), es un término que se refiere a una estrategia militar que se convirtió en un componente importante de la Emergencia Malaya y la guerra de Vietnam. La idea era insertar fuerzas terrestres en territorio hostil, buscar al enemigo, destruirlo y retirarse inmediatamente después. La estrategia fue el resultado de una nueva tecnología, el helicóptero, que resultó en una nueva forma de hacer la guerra, centrada en el asalto aéreo, y se pensó que era ideal para la guerra contra la guerrilla en la jungla. La estrategia convencional complementaria, que implicaba atacar y conquistar una posición enemiga, luego fortalecerla y mantenerla indefinidamente, se conocía como "despejar y mantener" o "despejar y asegurar". En teoría, dado que los métodos tradicionales para "tomar terreno" no podrían usarse en este tipo de guerra, se usaría una guerra de desgaste, eliminando al enemigo mediante primero "buscarlos" y luego "destruirlos". El "recuento de cadáveres" sería la herramienta de medición para determinar el éxito de esta estrategia de búsqueda y destrucción.
Los británicos llevaron a cabo operaciones de búsqueda y destrucción en un esfuerzo por expulsar a los insurgentes comunistas de las selvas durante los primeros años de la Emergencia Malaya. La unidad de contrainsurgencia Ferret Force, que se formó en 1948, se convirtió en un importante proveedor de inteligencia para el ejército británico. El objetivo era contactar con los lugareños y reunir inteligencia sobre el paradero de los insurgentes comunistas. Con la información que proporcionaban las personas capturadas, las tropas británicas utilizarían la búsqueda y destrucción como táctica en un esfuerzo por expulsar a los insurgentes. Una vez que las guerrillas comunistas hubieran sido expulsadas, serían acosadas al negarles alimentos y suministros médicos, tal vez por enemigos rendidos dispuestos a cooperar con los británicos, y finalmente inducidos a rendirse, tentados a traicionar o asesinados con un ataque militar preciso, generalmente una emboscada.
Al final, muchos funcionarios británicos sospecharon que esta táctica no funcionó bien debido a la forma en que se llevó a cabo. Las tropas británicas a menudo prendían fuego a pueblos acusados de apoyar a los insurgentes y detenían a presuntos colaboradores. Las unidades británicas que descubrian a civiles que brindaban asistencia a los insurgentes debían detenerlos e interrogarlos para descubrir la ubicación de los campamentos insurgentes. Los insurgentes tenían numerosas ventajas sobre las fuerzas británicas; vivían más cerca de los aldeanos, a veces tenían parientes o amigos cercanos en el pueblo, y no temían amenazar con violencia o torturar y asesinar a los líderes del pueblo para dar un ejemplo a los demás, obligándolos a ayudarlos con comida e información. Las fuerzas británicas se enfrentaron así a una doble amenaza: los insurgentes y la red silenciosa en las aldeas que voluntaria o involuntariamente las apoyaban. Si bien los insurgentes rara vez buscaron contacto con las fuerzas británicas, utilizaron tácticas terroristas para intimidar a los civiles y obtener apoyo material.
Las tropas británicas describieron a menudo el terror de patrullar en la jungla; además de tener que estar atentos a los insurgentes, debían navegar por terrenos difíciles y evitar animales e insectos peligrosos. Muchas patrullas se quedaban en la jungla durante días, incluso semanas, sin encontrar al enemigo y luego, sin previo aviso, los insurgentes les tendían una emboscada. Las fuerzas británicas, incapaces de distinguir entre amigos y enemigos, tuvieron que adaptarse al riesgo constante de un ataque insurgente. Tales casos llevaron al infame incidente en Batang Kali, en el que 24 aldeanos desarmados fueron asesinados por tropas británicas.

## Vietnam
La táctica de "buscar y destruir" se convirtió en una herramienta ofensiva crucial para la segunda fase del general William Westmoreland durante la guerra de Vietnam. En su estrategia de tres fases, la primera consistió en atar al Viet Cong; la segunda, en reanudar la ofensiva y destruir al enemigo; y la tercera, en restaurar el área bajo el control del gobierno de Vietnam del Sur.

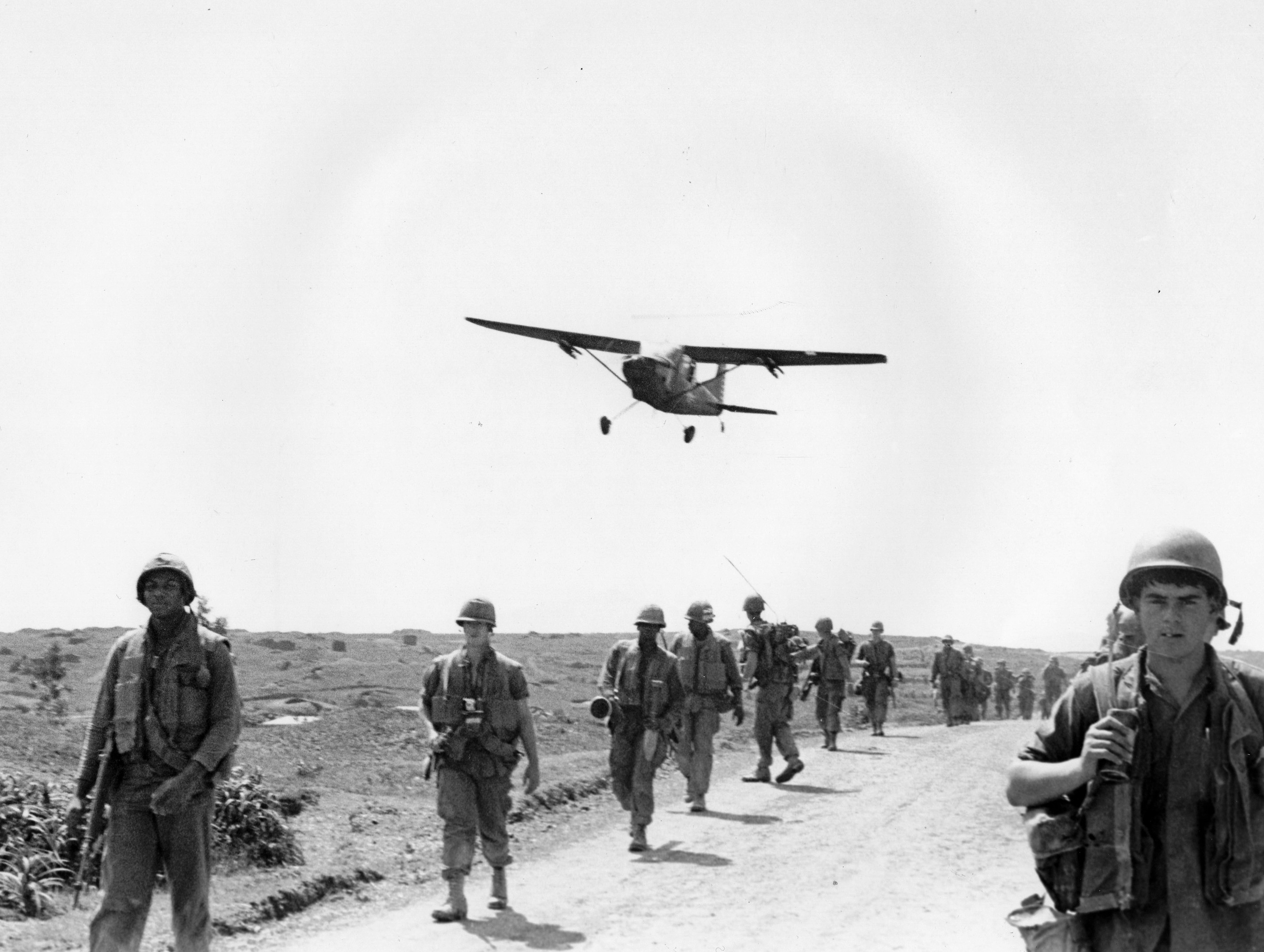
Cessna O-1 Bird Dog sobrevolando a marines de la Compañía E del 2/9 batallón de Marines en una misión search and destroy cerca de las Tumbas Imperiales de Huế (1967).

Las misiones de búsqueda y destrucción implicaron el envío de pelotones, compañías o destacamentos más grandes de tropas estadounidenses desde una posición fortificada para localizar y destruir unidades comunistas en el campo. Estas misiones generalmente involucraban caminar hacia las áreas rurales y tender una emboscada en la maleza, cerca de algún posible sendero que usaran los guerrilleros del Viet Cong. La emboscada generalmente involucró el uso de minas antipersonal Claymore, apoyo de mortero y posiblemente apoyo adicional de artillería llamado por radio desde una base de apoyo cercana.
En febrero de 1967, algunas de las misiones más grandes se llevaron a cabo en el Triángulo de Hierro, entre Saigón y las Rutas 13 y 25. El área era un centro masivo de logística y sede del Viet Cong, con algunos de los oficiales de más alto rango estacionados allí. La ofensiva comenzó con la Operación Junction City, donde las unidades estadounidenses destruyeron cientos de toneladas de arroz, mataron a 720 guerrilleros y capturaron a 213 prisioneros.
Sin embargo, se pensaba que el número de defensores en el área del Triángulo de Hierro superaba los 10.000. La ofensiva no logró destruir la sede del Viet Cong ni capturar a ningún oficial de alto rango, por lo que tuvo poco efecto en el plan de Hanói. Tanto las misiones de búsqueda y destrucción como las de limpieza y retención se extendieron hasta la tercera fase, que comenzó en 1968. El número de misiones aumentó, especialmente después de que Estados Unidos fuera golpeado por la ofensiva del Tet del general Võ Nguyên Giáp en 1968. A medida que la guerra se volvió más agresiva, también lo hicieron las misiones, y las operaciones de búsqueda y destrucción y de limpieza y seguridad se fusionaron.
Las misiones de búsqueda y destrucción tenían muchos defectos. Primero, hubo una falta de distinción entre misiones de limpieza y de búsqueda y destrucción. Por lo tanto, las misiones de limpieza, que eran menos agresivas, eventualmente se transformaron en una táctica más violenta y brutal, al igual que las misiones de búsqueda y destrucción. Con la falta de distinción entre misiones de limpieza y de búsqueda y destrucción, no se buscó la pacificación. Tal respuesta llevó a la matanza de Mỹ Lai de 1968, donde las tropas estadounidenses masacraron al menos a 347 civiles vietnamitas.
Guenter Lewy, profesor de ciencia política en la Universidad de Massachusetts Amherst, argumentó que los generales y los planificadores de guerra subestimaron gravemente las habilidades que el enemigo tenía para igualar e incluso superar a las fuerzas estadounidenses. Un gran número de tropas del Viet Cong serían asesinadas o capturadas, pero fueron reemplazadas rápidamente. Las fuerzas enemigas eran inicialmente expulsadas de ciertos territorios, pero tan pronto como las fuerzas estadounidenses abandonaban las áreas, los enemigos regresaban con más refuerzos y armas.
La eficacia de las misiones también es dudosa. En una de las primeras misiones de búsqueda y destrucción al noroeste de Dầu Tiếng, llamada Operación Attleboro, un informe estadounidense afirma que 115 soldados estadounidenses murieron mientras que los norvietnamitas perdieron 1.062. El informe también afirma que en la Operación Junction City, el saldo de muertos estadounidenses fue de 282 soldados mientras que el Viet Cong perdió 1.728 guerrilleros.[cita requerida]
Sin embargo, esas cifras estimadas deben considerarse a la luz de cómo se obtuvieron. Fueron recopiladas casi exclusivamente por medios indirectos: lecturas de sensores, avistamientos de explosiones secundarias, informes de desertores o prisioneros de guerra y métodos de extrapolación e inferencia.